# Mike Ratliff
Michael D. Ratliff, detto Mike (New Albany, 7 giugno 1951), è un ex cestista statunitense, professionista nella NBA e in Francia.

## Carriera
Venne selezionato dai Cincinnati Royals al secondo giro del Draft NBA 1972 (28ª scelta assoluta).